# باشگاه والیبال داماش گیلان
باشگاه والیبال داماش گیلان یک باشگاه والیبال ایرانی است که در گیلان تأسیس شد. این باشگاه پس از ۳ سال حضور در لیگ برتر والیبال ایران در دوشنبه ۱۰ مرداد ۱۳۹۰ منحل شد.

## دست آوردها
داماش که از سال ۸۷ به لیگ والیبال آمد در سه سال حضور در این مسابقات یک عنوان چهارمی، یک پنجمی و یک نهمی کسب کرد.

## بازیکنان برجسته و سرشناس
- حمزه زرینی
- علیرضا نادی
- سعید معروف
- علیرضا جدیدی
- مجتبی عطار
- مجتبی شبان
- محمد محمد کاظم
- دنیل میلوشف
- مرتضی شیاری
- مرتضی صالحی
- رضا خداپرست
- مهدی مهدوی
- حسین اختیاری
- محمد مهدی خوش رنگ
- الکسی گاتین

## سازنده البسه
| لیگ       | سازنده البسه | اسپانسر پیراهن                             |
| --------- | ------------ | ------------------------------------------ |
| ۱۳۹۰-۱۳۸۷ | آدیداس اسیکس | "آب معدنی داماش" "داماش اسپرت" "بانک آریا" |